# Fundación Antonio Gala
La Fundación Antonio Gala para Jóvenes Creadores es una institución privada sin ánimo de lucro, dedicada a fomentar la creación artística. Se encuentra inscrita en el Registro de Fundaciones del Ministerio de Cultura de España, reconociendo así el interés general de sus fines.

## Historia
Fundada por el escritor Antonio Gala en la ciudad de Córdoba, tiene su sede en el Convento del Corpus Christi, construido en el siglo XVII. El lema de la Fundación es un verso en latín del Cantar de los Cantares: Pone me ut signaculum super cor tuum, cuya traducción sería "Ponme como un sello sobre tu corazón". Su patrocinador principal es la Caja de Ahorros y Monte de Piedad de Córdoba, la actual CajaSur.

## Actividades
- Desde 2002, la Fundación Antonio Gala convoca anualmente unas veinte plazas para jóvenes creadores de entre dieciocho y veinticinco años en lengua castellana.
- Los artistas residen durante un año en la sede de la Fundación, donde los artistas seleccionados son becados durante un año para dedicarse en libertad y convivencia a sus proyectos literarios, musicales o plásticos.
- La Fundación no tiene profesores, sino que los artistas reciben clases magistrales y la visita de creadores ya consagrados que les orientan y aconsejan.
- Cuenta con una exposición permanente, ‘Recuerdos de Antonio Gala’,[1] y la sala de exposiciones Espacio Gala para dar cabida a otros autores, donde también se desarrollan conferencias y debates abiertos al público.[2]

## Patronos
- Presidente: Francisco Moreno Crespo.
- Vicepresidente: Antonio Muñoz Molina.
- Vicepresidente: Ana Gavín Martín.
- Patronos electos: Luis Cárdenas García. Pilar Citoler Carilla. Pedro Miró Roig. Manuel Torralbo Rodríguez. Cibrán Sierra Vázquez. Alfonso Albacete. Juan Miguel Moreno Calderón. Benet Casablancas Domingo. Sheila Loewe Boente. Mercedes Valverde Candil. Ben Clark.
- Consejeros de Honor: José María Bellido Roche. Anthony Bermúdez Beltrón.
- Secretario del patronato: José María Gala.

## Artistas becados
- Alberto de la Rocha